# NN-34
La carretera NN-34 es una vía departamental secundaria ubicada en el departamento de Estelí, Nicaragua. Tiene una longitud aproximada de 4,70 kilómetros y comunica zonas rurales al oeste del municipio de Estelí, atravesando áreas ganaderas y agrícolas.

## Trazado y cruces
Esta carretera conecta las comunidades de La Sirena y El Limón en sentido norte–sur. Es una vía de acceso importante para los pobladores de estas zonas rurales.
| km  | Localidad  | Departamento | Conexión / Ruta |
| --- | ---------- | ------------ | --------------- |
| 0   | La Sirena  | Estelí       | Camino rural    |
| 2,5 | Los Hornos | Estelí       | Camino agrícola |
| 4,7 | El Limón   | Estelí       | Camino local    |

## Coordenadas
Uno de los tramos de la NN-34 puede ser encontrado en las coordenadas: 13°20′11″N 86°21′11″O / 13.3365, -86.3531